# Johann Herzog (Politiker)
Johann Herzog (* 5. September 1943 in Znaim) ist ein österreichischer Politiker (FPÖ). Er war ab dem 22. November 2006 nichtamtsführender Stadtrat in Wien und Mitglied der Wiener Landesregierung.

## Berufliche und schulische Laufbahn
Johann Herzog besuchte die Volks- und Mittelschule in Wien und legte 1962 die Matura ab. Er begann danach eine Finanzausbildung und wurde Beamter der Finanzverwaltung. Herzog stieg in der Folge zum Gruppenleiter-Stellvertreter auf und arbeitete in der Betriebsprüfung des Finanzamtes für Gebühren- und Verkehrssteuern.

## Politische Tätigkeit
Johann Herzog begann seine Karriere als Bezirkspolitiker in Margareten, wo er seit 1975 Obmann der FPÖ-Bezirksgruppe ist. Er war zudem zwischen 1990 und 1996 Abgeordneter zum Wiener Landtag und Mitglied des Gemeinderates der Stadt Wien und ab 1991 stellvertretender Klubobmann. Er nahm hier die Funktion des Stellvertretenden Vorsitzenden in den Gemeinderatsausschüssen für Wohnbau und Stadterneuerung sowie Bürgerdienst, Inneres und Personal war. 1996 wurde er als Stadtrat angelobt und war Mitglied der Wiener Landesregierung. Nach den Landtagswahlen 2005 wechselte Herzog im November 2005 wieder als Abgeordneter in den Landtag und Gemeinderat, bis er am 22. November Eduard Schock wieder als Stadtrat und Mitglied der Wiener Landesregierung ablöste.
Herzog ist Alter Herr der schlagenden Akademischen Burschenschaft Aldania Wien, Vorstandsmitglied der vom Dokumentationsarchiv des österreichischen Widerstandes als rechtsextrem eingestuften Österreichischen Landsmannschaft sowie stellvertretender Obmann des Vereins zur Pflege des Grabes des Wehrmacht-Kampffliegers und Nationalsozialisten Walter Nowotny.

## Auszeichnungen
- 2011: Großes Silbernes Ehrenzeichen für Verdienste um das Land Wien